# Kuke (Saaremaa)
Koordinaten: 58° 22′ N, 22° 33′ O
Kuke ist ein Dorf (estnisch küla) auf der größten estnischen Insel Saaremaa. Es gehört zur Landgemeinde Saaremaa (bis 2017: Landgemeinde Lääne-Saare) im Kreis Saare.
Das Dorf hat fünfzehn Einwohner (Stand 1. Januar 2016).